# 查理·卓别林
查尔斯·斯宾赛·「查理」·卓别林爵士，KBE（英語：Sir Charles Spencer "Charlie" Chaplin，1889年4月16日—1977年12月25日），英国喜剧演员、导演。查理·卓别林是好莱坞电影早期与中期最為成功的影星，奠定现代喜剧电影的基础，与哈羅德·勞埃德、巴斯特·基頓受稱为「世界三大喜剧演员」。
查理·卓別林在银幕上最为经典的穿著白襯衫、表現绅士風度、外穿一件窄小礼服、大號的裤子与鞋、戴一顶博勒帽、手持一根竹拐杖、留一撇小鬍子的形象，他戴着博勒帽与黑礼服的模样就象徵著喜剧电影，以致往后不少艺人都曾模仿他的表演方式。无声电影时期，卓别林作为最具演藝才能与影响力的大人物，自己编写、导演、表演、发行自己的电影。从于英国大剧院作为兒童演员登台演出，到他88岁过世为止，生涯超过70年（77年）。

## 早年生活（1889-1912）

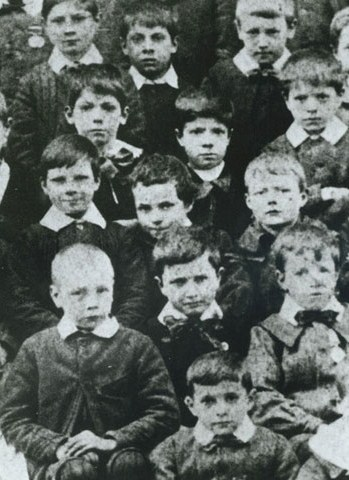
1897年，8岁的卓别林与学校孩童合照（中间歪头者）。

1889年4月16日，卓别林出生于英国伦敦。卓别林的父母都在音乐厅从事表演工作，父亲老查尔斯·卓别林（Charles Chaplin Sr.）是一位歌手和演员，母亲汉娜·卓别林（Hannah Chaplin，艺名Lily Harley）是一位歌剧演员及舞台表演者，他的祖母是吉卜赛人。卓别林的出生没有留下记录，但他相信自己是在伦敦南部沃尔沃斯区的东街（East Street, Walworth）出生的，这可能是因为音乐厅的艺人常常在各个城镇奔波，经常将各种登记手续遗漏导致的。在卓别林出生时，他的父母已经分居，他和同母异父的哥哥悉尼·卓别林（Sydney Chaplin）主要由母亲抚养长大。
卓别林的童年充满了贫穷和困苦，他的母亲身体状况不佳，无法稳定工作，精神状况也出了问题，曾多次被送入精神病院。父亲则酗酒成性，对家里也几乎没有经济支持，在卓别林九岁时即去世了。因此，卓别林兄弟先后被送往慈善收容所和孤儿贫民学校等地生活，忍受着极端的动荡和贫困。在哥哥悉尼参军后，卓别林甚至曾露宿街头。
受到母亲影响，卓别林从很小就显现出对表演的兴趣和天赋，他五岁时就曾顶替生病的母亲登上舞台演出，八岁时便加入了一个名为“兰开夏八郎”（The Eight Lancashire Lads）的演艺团体，在英格兰各地巡演。这个团体主要表演木屐舞（clog-dancing），但卓别林并不满足于此，他希望单独表演喜剧节目。他放弃了学业，四处打各种零工，但仍然怀揣着成为演员的梦想。1903年，卓别林被伦敦西区的一家剧院的经理相中，推荐他出演制作人哈里·亚瑟·圣斯伯里（Harry Arthur Saintsbury）的话剧，扮演卖报童。虽然这部话剧演出不算成功，但卓别林的喜剧表演受到了不小的关注和认可。随后，圣斯伯里又为他在另一个制作方的话剧《夏洛克·福尔摩斯》中争取了一个侍者的角色，并随剧团进行了三次全国巡演。这次巡演让他获得了极好的反响，他被召回伦敦，与原剧的主演威廉·吉列特（William Gillette）同台演出，并成为了剧团的正式演员。这段经历卓别林后来回忆道：“简直像是天上掉下来的好消息。”
1906年，卓别林加入凯西马戏团（Casey’s Circus），在这里他策划演出了一系列滑稽剧目，并很快成为了剧团的明星表演者。他的哥哥悉尼也开始发展演艺事业，在这时加入了知名的弗雷德·卡尔诺（Fred Karno）喜剧公司并很快成为重要演员。1908年，在悉尼引荐下，卓别林获得了该公司两周的试演机会。起初公司负责人卡尔诺看到卓别林觉得他苍白瘦小且深情阴郁，认为他可能不适合喜剧表演。但恰恰相反，卓别林在伦敦的首演中大放异彩，很快就做到了主演的位置，至1909年，他已经能担纲重要的角色。1910年，卓别林在短剧《无畏的吉米》（Jimmy the Fearless）中担任主角，大获成功，受到了媒体的广泛关注。卡尔诺也让他加入巡演北美洲杂耍剧场（vaudeville）的剧团分队，这里面也包括后来的著名喜剧演员斯坦·劳雷尔（Stan Laurel），卓别林因而首次来到了美国演出。在这期间，卓别林依旧大受好评，甚至好评，被评论称为“有史以来最杰出的哑剧艺术家之一”。他最成功的角色是在短剧《英式音乐厅的一夜》（A Night in an English Music Hall）中的“醉汉贵族”（the “Inebriate Swell”）一角，这一形象让他赢得了极高的认可。这次巡演在北美洲持续了21个月。

## 进军电影界（1913-1917）

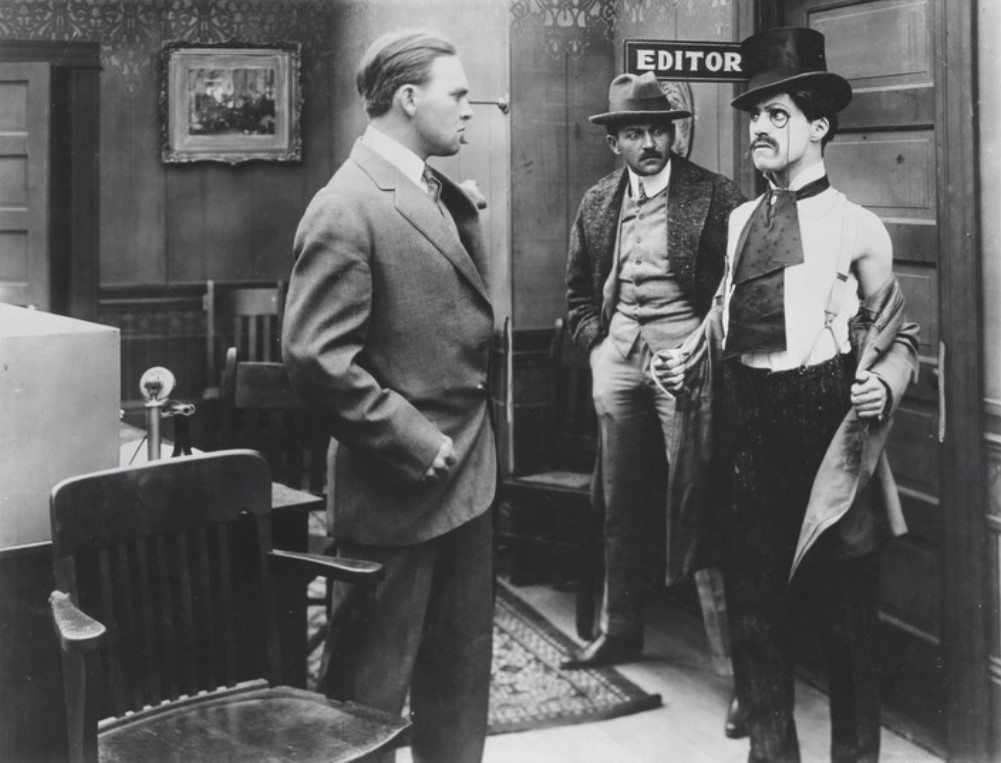
《谋生之路》（1914），卓别林首次出演电影

在美国巡演期间，卓别林收到了纽约电影公司（New York Motion Picture Company）的邀请，因为其下属基石影业（Keystone Studios）的一个明星演员即将离开，公司认为卓别林可以接替他的位置。虽然卓别林不是很喜欢基石影业的喜剧片风格，但他对电影的制作很感兴趣，认为这或许是一种新生活的开端。1913年9月，他正式和纽约电影公司签约，周薪150美金，当年年底他搬至洛杉矶。1914年1月，他正式开始在基石影业工作。卓别林入职后便努力学习电影制作的各项流程，在2月便推出了电影演出处女作《谋生之路》（Making a Living）。尽管卓别林十分不喜欢这部片子，但他仍旧被评论界高度认可。与此同时，他也开始研究新的银幕形象，这就是他日后标志性的流浪汉形象。在自传中，卓别林曾回忆这个过程：
“我想要一切形成反差：裤子要宽大，外套要紧身，帽子要小，鞋子要大……我还加上了一撮小胡子，这能让角色显得更成熟，同时又不遮挡面部表情。当时我并没有想好角色的性格，但一旦穿上那身服装和化妆，我仿佛一下子就成了那个人。我开始了解他，在走上舞台的一刻，他就已经完整诞生了。”
就在当月，卓别林在《威尼斯儿童汽车赛》（Kid Auto Races at Venice）和《梅布尔的奇异困境》（Mabel’s Strange Predicament）两部银幕作品中首次正式展示了自己的滑稽流浪汉形象。在随后的创作中，他曾和合作导演剧烈冲突，差点丢掉工作。上司麦克·塞内特（Mack Sennett）便让卓别林自己做导演，约定如果失败，卓别林须赔偿巨资。这部影片就是卓别林的导演处女作《雨中奇遇》（Caught in the Rain），于1914年5月上映，反响极其热烈，十分成功。自此，卓别林开始以极高的创作效率导演并演出短片，出品速度甚至达到一周一部，这也是卓别林后来回忆中极为振奋的阶段。他的影片中引入了一种比基石影业典型闹剧更缓慢、更精致的喜剧风格，迅速积累了大量粉丝。1914年11月，卓别林在塞内特导演的第一部长片喜剧《蒂莉的破碎浪漫》（Tillie’s Punctured Romance）中担任配角，该片由玛丽·德莱斯勒（Marie Dressler）主演，票房大获成功，进一步提升了卓别林的人气。
此时卓别林的合同即将到期，他要求将周薪提高到1000美金，但塞内特认为这个数额太高，拒绝了他的要求。但位于芝加哥的艾萨奈影业（Essanay Film Manufacturing Company）愿意为他开出1250美金的周薪，外加1万美金的签约费，因此卓别林跳槽转投到了艾萨奈影业。在这里，他开始组建自己的演员班底，也很快招募到了自己的女主角——艾德娜·珀维安丝（Edna Purviance），她是卓别林在咖啡馆中因美貌而选中的新人。珀维安丝在接下来的八年里出演了他35部影片，她和卓别林也曾有过一段恋情，直到1917年结束。
在艾萨奈公司，卓别林拥有极高的创作自由，开始投入更多时间和精力雕琢，相继推出了《一夜风流》（A Night Out）与《拳击冠军》（The Champion）等作品，制作节奏逐步转向缓慢与精细。他也开始调整自己银幕形象的风格，此前在基石影业时期，他的角色常被批评为“粗暴、粗俗而残忍”，而在艾萨奈时期，他让角色风格变得更加温和、浪漫。其中，1915年4月上映的《流浪汉》（The Tramp）被认为是卓别林银幕形象演变的重要转折点。在随后的影片《银行》（The Bank）中，他更进一步引入了悲剧元素，首次在喜剧片中创造出带有伤感结局的叙事，这在当时是喜剧电影中的创新。正是从这一时期开始，严肃的影评人们也开始认可卓别林的艺术成就。
在与艾萨奈影业的合同到期后，卓别林已成为演艺界炙手可热的演员与制作人，包括环球影业（Universal）、福克斯影业（Fox）等大型电影公司都对他开出高薪的邀约，最终卓别林选择了缔约影业公司（Mutual Film Corporation），年薪达到67万美金。缔约影业为卓别林打造了专属的工作室，在这里，卓别林制作了一系列精致的双卷短片，包括《楼梯间》（The Floorwalker）、《消防员》（The Fireman）、《流浪者》（The Vagabond）、《凌晨一点》（One A.M.）和《伯爵》（The Count）。在拍摄《当铺》（The Pawnshop）时，他招募了亨利·伯格曼（Henry Bergman）加盟——伯格曼此后与卓别林合作了长达30年。随后，他又完成了《幕后》（Behind the Screen）和《溜冰场》（The Rink）。根据合同，卓别林需要每四周推出一部双卷影片，1916年他基本达成了这个目标。1917年，卓别林放慢制作速度，只完成了四部影片——《安逸街》（Easy Street）、《疗养院》（The Cure）、《移民》（The Immigrant）与《冒险家》（The Adventurer）由于这些影片的结构更加精致细腻，它们被认为是卓别林最出色的短片作品之一。卓别林本人后来回忆，缔约影业时期是他职业生涯中最快乐的阶段。不过，他也感到影片的创作开始陷入模式化，对当时鼓励高产出的工作环境逐渐感到不满。在此期间，卓别林因未在第一次世界大战中参军而受到部分英国媒体的攻击。
他为自己辩护，声称如果英国召唤，他会参战，并且他已在美国注册了兵役。虽然他未被召入伍，但卓别林依然深受士兵们喜爱，他的全球人气持续上升。《哈泼斯周刊》（Harper’s Weekly）报道称，查理·卓别林的名字“已成为几乎每个国家通用的语言的一部分”，而流浪汉形象“在全世界都家喻户晓”。

## 初探电影导演
1918年查理·卓别林创建了他自己的好莱坞公司，在艺术与经济方面对自己的电影获得了前所未有的控制。在此后的35年中，他凭借着自己的独立优势创造了许多不朽的杰作，这些作品至今不失其娱乐价值和影响力。其中包括短喜剧《狗的生活》（1918年）和《发财日记》（1922年）。长的作品有《夏尔洛从军记》（1918年）和《朝聖》（1923年）。此外还有他的无声电影经典，其中包括《寻子遇仙记》（1921年）、《巴黎一妇人》（1923年）、《淘金记》（1925年）和《马戏团》（1928年）。
有声电影被发明后他还拍了两部他最著名的无声电影《城市之光》（1931年）和《摩登時代》（1936年），此后他开始转向有声电影。在查理·卓别林的无声电影中他自己制作配音和音效。《城市之光》中查理·卓别林喜剧因素与情感交配的完美表現，使該片後來成為了美國國會圖書館指定永久典藏的電影作品。詹姆斯·艾吉於1949年写道，这部片子的结束部分是电影史上最伟大的一段表演。
查理·卓别林的有声电影包括《大独裁者》（1940年）、《凡尔杜先生》（1947年）、《舞台春秋》（1952年）、《紐約王》（1957年）和《香港女伯爵》（1967年）。
《摩登时代》虽然是一部无声电影，但是实际上它包含声音，如收音机和电视机的声音。查理·卓别林藉此帮助1930年代已经习惯看有声电影的观众，来熟悉没有对白的无声电影。在该片的一个情节中，查理·卓别林的上司观察他在廁所里偷偷地抽烟。这个情节比乔治·奥威尔於1948年所撰寫的《一九八四》中的一个类似的情节早了十多年，而同樣諷刺的是，《摩登时代》也是第一部可以听得到查理·卓别林本人的声音的电影。电影结束时他哼的那首歌是他自己亲自哼的。虽然如此，这部电影一般依然被看作為一部无声电影。

## 联美公司
1919年查理·卓别林与玛丽·毕克馥、范朋克和D·W·格里菲斯等人一起组织成立了一个电影发行公司聯美。他们的意图在于逃避好莱坞正在形成的制片公司系统中发行公司和资助人不断增强的权力。联美公司的成立和他自己的制片公司保障了查理·卓别林对自己的作品的完全控制，保障了他的独立地位。直到1950年代初他任联美公司的理事。
虽然从1927年开始有声电影出现后就很快占据了电影主流，但是在整个1930年代内查理·卓别林始终拒绝拍有声电影。查理·卓别林本人多才多艺，他为他1952年的《舞台春秋》编排舞蹈，为1928年的《马戏团》写了主题歌。他的著名的歌包括《微笑》，后来納·京·高爾演唱这首歌非常出名，此外《舞台春秋》的主题歌也是他自己写的。

## 大独裁者

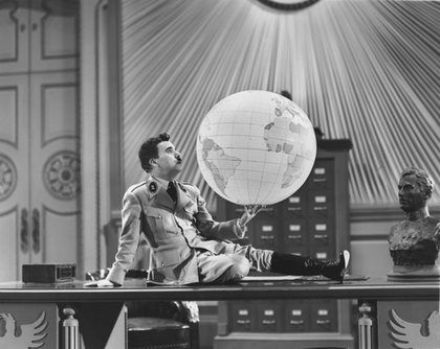
《大独裁者》（1940）中角色玩弄地球儀的场景。

查理·卓别林的第一部有声电影《大独裁者》，是专门针对德国领导人阿道夫·希特勒和纳粹主义所製作，也许与二人生日僅相差四天有关。在当时的政治气候下，这部影片的訴求相當大胆，甚至惹起美国总统富兰克林·德拉诺·罗斯福以及德国元首阿道夫·希特勒的關注。它生动地写明了极权主义统治与纳粹思想的丑恶，並塑造了一个生动的犹太角色，描写他遭受到的迫害。查理·卓别林在这部电影中同时扮演了一位类似（包括外貌形状上的类似）阿道夫·希特勒的国家独裁者领袖和一位受纳粹极权主义残忍迫害的犹太人理发师。

## 政治争议和离美
查理·卓别林的政治观点始终左倾。从今天的角度来看，他的政治见解相当温和。在大萧条前查理·卓别林的无声电影政治性不强，他的流浪汉角色只不过是贫困，有时會犯一下法。然而从1930年代起，查理·卓别林的电影就非常政治化了。《摩登時代》描述了工人和穷人在工业社会中的不幸状态。1940年的《大独裁者》最后的一段演讲批评了民族主義受到了强烈的反对。查理·卓别林于1942年公开要求帮助苏联在欧洲开辟一个西方战线也是一个非常受争议的事件。原本怀疑他是共产党的联邦调查局局长約翰·埃德加·胡佛也曾指示给他建立秘密档案，在40年代后半期更是险些将他叫到国会听证，1947年的《凡尔杜先生》使用黑色幽默手法批判了资本主义，在许多美国城市里爆发了抗议这部影片的事件。1949年，中国共产党在北京宣布中华人民共和国成立，查理·卓别林对此表示非常欢迎，并予以支持，这让支持中华民国政府的美国政府非常不满。此后查理·卓别林还曾多次发表支持共产党的言论，还曾会见过中国国务院总理周恩来。尽管查理·卓别林非常成功，而且从1914年至1952年始终住在美国，但他是一直保持着他的英国国籍身份而从未入籍美國。在麦卡锡主义时期，他被指责从事“众议院非美活动调查委员会”，并被怀疑倾向共产主义。約翰·埃德加·胡佛下令联邦调查局秘密收集查理·卓别林的情报并建立了一个秘密档案，約翰·埃德加·胡佛还试图将查理·卓别林驱逐出境。据2012年公开的档案，联邦调查局曾向軍情五處要求提供能用于将他驱逐出美国的資料。1952年查理·卓别林离开美国，他本来打算短暂访问英国，但約翰·埃德加·胡佛听到这个消息后与美国移民及归化局商议取消查理·卓别林的再入境许可。查理·卓别林得知后，發表声明称: “自从上次大战以来，我就成了强势反动团体制造的谎言和宣传的目标，他们有影响力，有美国黄色媒体的帮助，创造了一种氛围，纔让有自由意识的人都被凸顯，並受到迫害。因此我已无法进行电影工作，我将放弃在美国的居留权。”離開美國他决定留在欧洲，舉家定居瑞士沃韦。期间他游历各国，受到了藝術家巴勃羅·畢卡索、英國女王伊丽莎白二世、法國總統夏爾·戴高樂、蘇共中央總書記尼基塔·赫鲁晓夫、中共總理兼外長周恩来（在日內瓦會議期间）等人的接见。1957年，查理·卓别林在欧洲拍摄了《紐約王》，使用幽默的手段来讽刺五年前导致他被迫离开美国的政治事件和对他倾向共产主义人心惶惶的多疑。拍了这部影片后查理·卓别林失去了拍公开的政治性电影的兴趣，他说喜剧演员和小丑应该不需要政治性，应该“站在政治之上”。1972年，83歲高齡的他与他的夫人短暂回访美国来领取奥斯卡荣誉奖。尽管他是受电影艺术与科学学院的邀请回到美国的，美国当局只给他发了一个为期两个月的一次性入境签证。不过此时美国公众反对查理·卓别林的政治情绪已经消失了，他的回访非常成功。

## 奥斯卡金像奖
查理·卓别林先後两次奪得奥斯卡荣誉奖。在1929年5月16日奥斯卡金像奖首次被颁发时还没有今天的投票程序，而且各项奖励之间的区别也非常模糊。查理·卓别林本来因他的电影《马戏团》被提名为最佳男演员和最佳喜剧导演，但后来他的提名被撤回，美国电影艺术与科学学院决定因他在“《马戏团》片中在表演、协作、导演和制片各方面表现出来多样性和天才”而授予他特殊奖。另一部获得特殊奖的影片是《爵士乐歌星》(1927)。
44年后，查理·卓别林于1972年末为他对“本世纪的电影艺术所做出的不可估量的贡献”获得了第二次荣誉奖。查理·卓别林闊別美國二十載後重返荷里活，除了获奖外他还获得了奥斯卡金像奖历史上最长的起立致敬。在明星群聚的会场内观众整整起立鼓掌了五分钟。
查理·卓别林还因为《大独裁者》被提名为最佳电影、最佳男主角和最佳原创剧本，因为《凡杜尔先生》被提名为最佳原创剧本。在查理·卓别林本人拍电影的时期里他对奥斯卡金像奖表示小看。他的儿子小查理·卓別林写道查理·卓别林开玩笑将他1929年获得的金像奖当作制门器使用，因此在1930年代电影艺术与科学学院的人对他非常不满。
查理·卓别林生平最后的两部电影是《纽约王》（1957年），以及由索非娅·罗兰、马龙·白兰度主演的《香港女伯爵》（1967年）。
人们往往忽视查理·卓别林还获得过一次奥斯卡金像奖，1973年他为他1952年与克莱尔·布鲁姆一起拍的《舞台春秋》获得了奥斯卡最佳原创音乐奖。片中巴斯特·基頓也登场，这是这两位大喜剧家唯一一次同时露面。由于查理·卓别林当时面临的政治困难，这部电影始终未在洛杉矶上演，而这是被提名的条件之一。这个条件直到1972年才达到。

## 戀愛及婚姻

### 埃德娜·珀维安斯
埃德娜·珀维安斯是查理·卓别林电影中的第一位主要女演员。两人在1916年到1917年间有过一段浪漫关系，这段关系可能在1918年就中止了。1918年末查理·卓别林与米爾德里德·哈里斯结婚后两人关系恢复的可能性就消失了。到1923年为止，埃德娜·珀维安斯依然是查理·卓别林电影中的主要女演员。两人说到对方时始终感情非常好。

### 米爾德里德·哈里斯

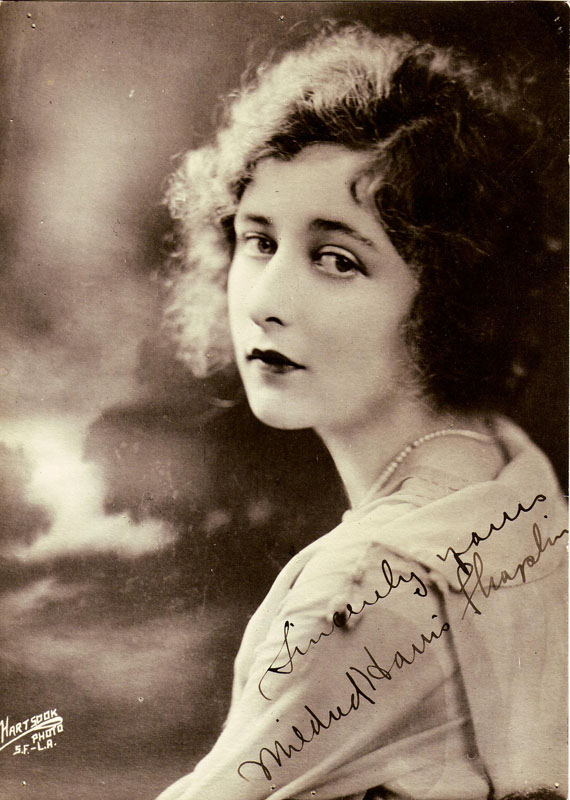
米爾德里德·哈里斯

1918年10月23日，29岁的查理·卓别林与16岁的《綠野仙蹤》系列中的女角米爾德里德·哈里斯结婚。婚姻是在哈里斯謊报说她怀孕后达成的。两人有一个孩子，但他在婴儿时期就夭折了。1920年两人离婚。离婚时查理·卓别林称米爾德里德·哈里斯与以勾引年轻女演员著称的阿拉·納齊莫娃有女同性戀关系，而哈里斯则称卓别林嗜性成瘾。

### 波拉·内格里
1922到23年间查理·卓别林与女演员波拉·内格里之间有过一段很公开的关系。波拉·内格里当时刚刚从波兰到达好莱坞。这段时好时坏的关系在九个月后结束了。它有点像现代好莱坞影星的关系的前例。与他的其它关系相比查理·卓别林与波拉·内格里非常特殊，非常公开。

### 丽泰·格雷
在准备拍摄《淘金记》时35岁的查理·卓别林与16岁的丽泰·格雷发生了关系。丽泰·格雷怀孕后导致电影在拍摄六个月后必须更换女主角人选，并且两人于1924年11月26日结婚。他们有两个儿子：小查理·卓别林（1925年－1968年）和悉尼·厄尔·卓别林（1926年－2009年）。1928年两人离婚非常痛苦。查理·卓别林必须向丽泰·格雷付当时破纪录的82.5万美元。这场公众瞩目的离婚，加上一场税收上的纠纷使得查理·卓别林的头发都变白了。後來公開的法庭记录顯示，當中有许多隐密的细节，这导致了一场反对查理·卓别林的运动。查理·卓别林的传记作者在查理·卓别林的传记中写道说这场婚姻是《罗莉塔》的灵感来源。

### 宝莲·高黛
从1932年到1940年查理·卓别林与女演员宝莲·高黛之间有一段浪漫的和职业的关系。宝莲·高黛在这段时期的大多数时间里住在宝莲·高黛在比佛利山的家裡。查理·卓别林“发现了”宝莲·高黛并让她在《摩登时代》和《大独裁者》中演女主角。据说由于宝莲·高黛拒绝阐明她与查理·卓别林之间的关系是她没有获得扮演《乱世佳人》中郝思嘉的角色的主要原因。两人关系于1940年结束后两人公开说他们于1936年秘密结婚。后来查理·卓别林在私下里说他们从未正式结婚。不论怎么说两人之间的婚姻关系友善地于1942年正式结束。宝莲·高黛与查理·卓别林正式离婚，宝莲·高黛还获得了一笔离婚费。

### 琼·巴里
查理·卓别林与琼·巴里有过一段短暂的关系。本来查理·卓别林想让琼·巴里飾演主角，但是过了不久琼·巴里就开始对查理·卓别林纠缠不休并有瘋狂的表现。两人的关系因此终止。1943年5月琼·巴里称因查理·卓别林怀孕。血液测试表明查理·卓别林并非孩子的父亲，但是法庭拒绝允许血液测试作为证据，因此查理·卓别林被判直到孩子21岁为止每月要给孩子付75美元。

### 乌娜·奥尼尔
此后不久查理·卓别林遇到了剧作家尤金·奥尼尔的女儿乌娜·奥尼尔。两人于1943年6月16日结婚，当时查理·卓别林54岁，而乌娜·奥尼尔只有18岁，此后乌娜·奥尼尔的父亲没有再与他女儿说过话。不過，两人的婚姻生活非常长 (長達三十四年直至查理·卓別林逝世) ，也令人欣慰的非常幸福，两人在对方身上似乎找到了自己所需要的东西：乌娜·奥尼尔找到了一个爱自己的父亲角色，而查理·卓别林则找到了一个忠实于自己，并在他在公众中的信誉不断降落的时候安慰自己的人。两人共育有八个孩子，三个儿子和五个女儿。查理·卓别林逝世后乌娜·奥尼尔还活了十四年，但是她对查理·卓别林之逝世非常悲痛以至开始酗酒。其女兒維多利亞·卓別林現為著名馬戲藝人，創立「隱形馬戲」，在世界各地巡迴演出。

## 封爵
1975年3月9日伊丽莎白二世女王授予卓别林KBE勳銜，由此将他提升为爵士。1931年和1956年就已经有人提名将卓别林封为爵士了，但当时的保守派政府反对此举。

## 逝世

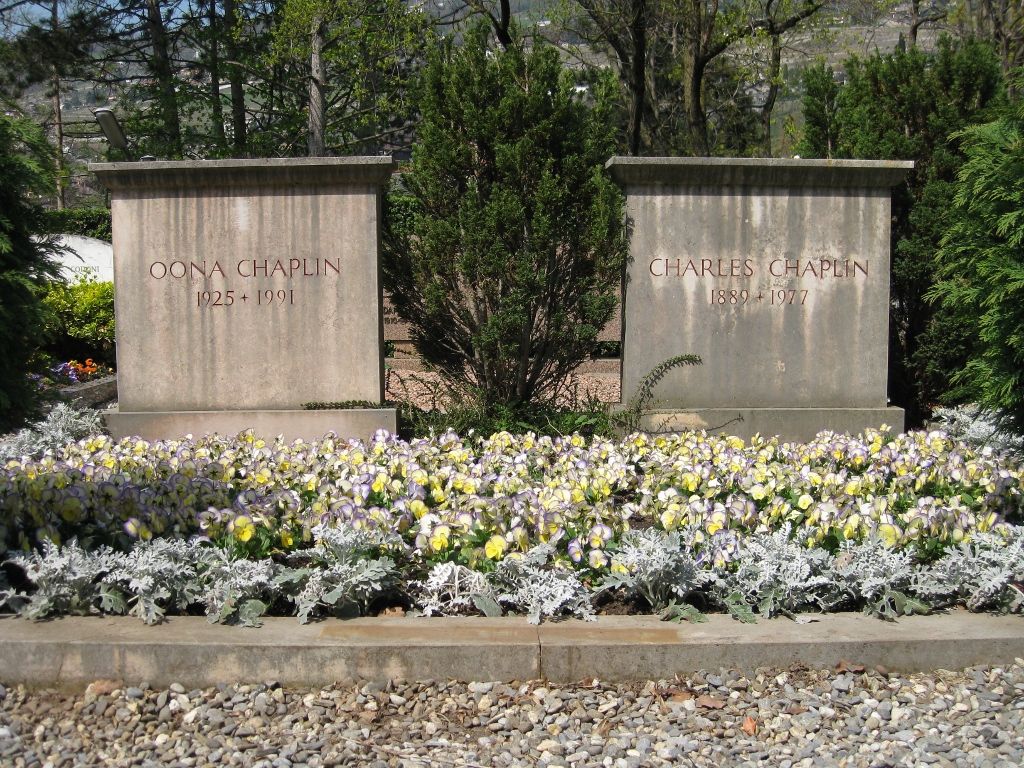
查理·卓别林（右）与其夫人乌娜·卓别林的墓。

1977年圣诞节，卓别林在瑞士沃韦家中中风（酒后服用镇静剂）逝世，享壽88岁。他被葬在沃州沃韦上科尔西耶的墓地中。1978年3月1日，有人盗走了卓别林的遗体并以此试图向他的遗属勒索钱财。但是最后盗墓者被捕，十一周后他的遗体在日內瓦湖附近被寻回。如今他被葬在六英尺的水泥下面，以防再发生類似的事件。

## 其它争论
第一次世界大战爆发后英国媒體批评卓别林没有参军。卓别林称他报名了，但是在进行体格检查时落选。卓别林在战争期間内募捐了许多钱，并于1918年拍了一部喜剧性的宣传片。据说关于他参军的争论导致他没有在1930年代初被封爵。
卓别林一生中始终有关于他是否有犹太血统的争论和断言。1930年代纳粹宣传中称卓别林为犹太人，20世纪40年代的联邦调查局的研究也集中在这一点上（原因不明）。这个争论的原因可能是因为当时有关于犹太人在电影工业占支配地位的狂想。卓别林的同母异父兄弟悉尼是半犹太人，但不信犹太教。卓别林本人有犹太血统的说法毫无根据，卓别林本人生前从未讨论过这个问题，也拒绝否定说他是犹太人，他说这样做只是为“反犹分子提供了证据”。然而他常说假如他有犹太先裔的话，他将感到骄傲，因为“所有天才均有犹太血统”。在《大独裁者》中他大胆地描写对犹太人的迫害就体现出了他的这个观点。
1924年，制片人托馬斯·因斯死于报业大王威廉·藍道夫·赫斯特的游艇上，卓别林也被牵连在此事之中，这个事件是好莱坞的一个未解之谜之一，也许永远也无法解开了。2001年这个事件被拍成电影《貓眼》。
卓别林毕生與年轻妇女糾纏不休的吸引力，是他受批评的原因之一，他的传记作家将这个习惯归于他青年时代在伦敦大剧院遇到的初恋海蒂·凯利。卓别林喜欢发现和引导年轻的女影星，以至於常擦槍走火染上緋聞。除了米尔德里德·哈里斯之外，他所有的婚姻和重要关系都是这样开始的。

## 后事
- 在沃韦的卓别林纪念馆前有一座卓别林像。伦敦的莱斯特广场上的卓别林像是这座像的复制品。
- 卓别林除其它众多荣誉外还在好莱坞星光大道上有一颗星（由于1950和60年代对卓别林的政治倾向的批评直到1970年代他才获得这颗星）。1985年英国发行了一张纪念他的邮票。1994年美国也发行了一张邮票纪念他，这张邮票上卓别林的肖像是漫画家阿尔·赫施费尔德画的。
- 1992年李察·艾登堡禄导演了按照卓别林的传记改编的电影《卓別林傳》，电影中罗伯特·唐尼饰卓别林，卓别林的女儿杰拉尔丁饰她自己的祖母（即卓别林的母亲）。
- 2001年英国喜剧演员艾迪·伊扎德在《貓眼》中饰卓别林。
- 从1960年代开始就一直有人将卓别林的电影与巴斯特·基顿的电影作比较。两人的电影在风格上相差很大。卓别林的电影非常强调情感，而基顿的电影则非常诙谐。卓别林在制片上非常传统，强调表演，而基顿则不断创新，非常大胆。从历史角度上来看卓别林是所有其他人（包括基顿）的先驱。除健康的同行之间的竞争外两人对对方均非常尊重。基顿将卓别林称为是有史以来最伟大的喜剧演员和喜剧导演。卓别林对基顿也非常赞赏，1928年他反对基顿参加米高梅公司，后来证明此举非常糟糕。在《舞台春秋》中卓别林专门为基顿写了一段情节，基顿是1915年以来卓别林的首位屏幕喜剧伙伴。
- 1999年，他被美國電影學會選為百年來最偉大的男演員第10名[6]。
- 寶可夢系列知名小精靈吸盤小丑（魔牆人偶）的最終進化型踏冰人偶是致敬卓别林的早期作品《溜冰场》。

## 軼事
- 卓別林在美國成名後在美國出現了許多「最像卓別林的人」的比賽。鮑勃·霍普曾在一次這樣的比賽中獲第一。
- 1930年代初卓別林與路易斯·布紐爾是朋友。
- 在2005年的「喜劇家的喜劇家」的大選中卓別林被同行選為最偉大的20名喜劇家之一。
- 卓別林終身是無神論者。宗教在他眼裡只有被開玩笑的份。他有一次取笑說：「我願意扮演耶穌，我最適合這個角色了因為我是一名喜劇演員。」[來源請求]
- 卓別林晚年非常喜歡班尼·希爾的作品，希爾本人是卓別林作品的熱衷者。1991年希爾受卓別林家人之邀訪問卓別林的故居時發現卓別林收藏了許多他的影象記錄而大受感動。

## 主要作品

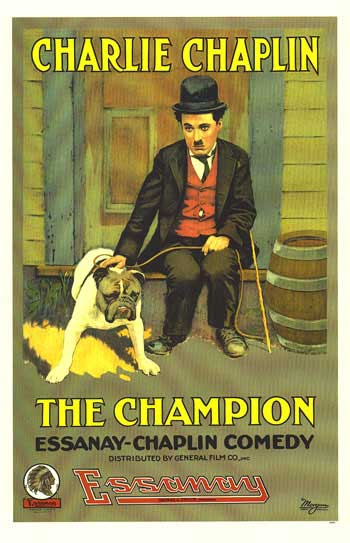
冠军（The Champion，1915）

| 年份   | 片名               | 片名                              | 備註 |
| 年份   | 譯名               | 原名                              | 備註 |
| ------ | ------------------ | --------------------------------- | --- |
| 1915年 | 《计程车上的私奔》 | A Jitney Elopement                | |
| 1915年 | 《流浪汉》         | The Tramp                         | |
| 1915年 | 《拐骗》           | Shanghaied                        | |
| 1916年 | 《冒牌的伯爵》     | The Count                         | |
| 1916年 | 《银幕背后》       | Behind the Screen                 | |
| 1917年 | 《安乐街》         | Easy Street                       | |
| 1918年 | 《狗的生涯》       | A Dog's Life                      | 又译：《狗的生活》 |
| 1918年 | 《夏尔洛从军记》   | Shoulder Arms                     | |
| 1921年 | 《寻子遇仙记》     | The Kid                           | |
| 1921年 | 《有闲阶级》       | The Idle Class                    | |
| 1922年 | 《发薪日》         | Pay Day                           | |
| 1923年 | 《巴黎一妇人》     | A Woman of Paris: A Drama of Fate | 電影旬報藝術性最出色電影                                                                                               |
| 1925年 | 《淘金记》         | The Gold Rush                     | 電影旬報最佳外語片 |
| 1928年 | 《大馬戲團》       | The Circus                        | 奧斯卡榮譽獎 |
| 1931年 | 《城市之光》       | City Lights                       | |
| 1936年 | 《摩登时代》       | Modern Times                      | |
| 1940年 | 《大独裁者》       | The Great Dictator                | 紐約影評人協會最佳男主角獎 電影旬報最佳外語片 提名奧斯卡最佳男主角獎 提名奧斯卡最佳原創劇本獎                          |
| 1947年 | 《凡尔杜先生》     | Monsieur Verdoux                  | 又译：《杀人狂时代》、《杀人的喜剧》 藍絲帶獎最佳外語片 波迪獎最佳美國電影 電影旬報最佳外語片 提名奧斯卡最佳原創劇本獎 |
| 1952年 | 《舞台春秋》       | Limelight                         | 奧斯卡最佳原創音樂獎 銀絲帶獎最佳外語片                                                                                |
| 1957年 | 《纽约一王》       | A King in New York                | 又译：《一个国王在纽约》、《紐約皇帝》 提名銀絲帶獎最佳外語片                                                          |
| 1967年 | 《香港女伯爵》     | A Countess from Hong Kong         | |